# OQO
OQO是一個的小型UMPC製造商，其製品名為ultra Personal Computer (uPC)，是一種擁有平板電腦機能、尺寸外型比PDA略大的電腦。根據金氏世界紀錄大全"OQO"是最小型的全功能個人電腦。OQO第一個小型筆記型電腦產品為OQO model 01。
初時OQO model 01於原型機亮相多年前發表以致很多人稱其為霧件直至最終於2004年後期發售。該電腦預載Windows XP（Home Edition或Professional版，Tablet PC Edition於model 01+發售後才能選擇）、擁有1 GHz全美達處理器、20 GB硬碟及256 MB RAM，包含了USB 1.1、FireWire 400、耳機接口、內置麥克風、整合802.11b無線連接與藍芽，使用配合磁性筆的800x480磁性輕觸式Transflective LCD屏幕，零售運送於2004年10月14日開始。
OQO model 01+於2005年12月27日發表與發售，作為model 01的加強版OQO model 01+擁有30GB硬碟、512MB RAM、USB 2.0與內置揚聲器，同時加入支援自畫像顯示模式（480x800）並重新設計屏幕斜面以增加輕觸屏幕的準確性。
運行Microsoft Windows XP Tablet PC Edition 2005的OQO model 01+於2006年1月4日推出市面，充分利用了Tablet PC Edition的手寫識別與導航功能。
它被用作與UMPC平台比較，儘管它比UMPC發售早得多。
由於財務困難，該公司已於2009年5月停止運營。

## 已發布的產品列表
- OQO Model 01
- OQO Model 01+
- OQO Model 02
- OQO Model 03

## 批評
PC World雜誌將OQO Model 01評為25件最差科技產品中的19位，以下為其說明：「你需要一個放大鏡才能在其5吋乘3吋的屏幕上看得清文字與圖示，其隱藏的鍵盤太小甚至不能容納兩根成人的手指。同時Model 1的運行時温度非常高，而其$1900元以上的價格亦會將你的錢包燒出一個洞。好東西通常來自小包裝（Good things often come in small packages，OQO宣傳口號），但這次不是。」

## 鍵盤指令
- Fn-2 – 進入BIOS設定（開機期間）
- Fn-B – 切換滑動屏幕喚醒睡眠模式
- Fn-C – 改變"引力滑鼠"的靈敏度
- Fn-J – 切換自由落體感應（無聲=開啓，卡嗒聲=關閉）
- Fn-K – 切換按鍵音開關
- Fn-L – 切換內或外置屏幕顯示
- Fn-M – 屏幕反轉180度
- Fn-N – 切換滾輪的方向
- Fn-V – 切換蓋子開／關感應器
- Fn-Z – 切換TrackStik按一下以選擇

## 外部連結
- 官方網站**OQO驅動程式
  - （页面存档备份，存于）
- OQO創辦人Jory Bell專訪（页面存档备份，存于）
- Handtops.com – 性能優化

### 非官方論壇
- Handtops OQO
- OqoTalk（页面存档备份，存于）

### 評論與批論
- PC World – 評論（页面存档备份，存于）
- PC World – 25年最差科技產品（页面存档备份，存于）

1. ↑  .   [2021-02-27]. （原始内容存档于2021-03-08）.